# Mihály György (fizikus)
Mihály György (Kaposvár, 1951. október 25. –) Széchenyi-díjas magyar fizikus, egyetemi tanár, a Magyar Tudományos Akadémia rendes tagja. Kutatási területe a kísérleti szilárdtestfizika, ezen belül a különleges elektromos és mágneses tulajdonságú anyagokban megfigyelhető jelenségek. Testvére Mihály László (1949) fizikus.

## Életpályája
1970-ben érettségizett budapesti Kölcsey Ferenc Gimnáziumban, majd felvették az Eötvös Loránd Tudományegyetem Természettudományi Kar fizikus szakár, ahol 1975-ben szerzett fizikusdiplomát. Ennek megszerzése után az MTA Központi Fizikai Kutatóintézet Szilárdtestfizikai és Optikai Intézet tudományos munkatársa lett. Itt dolgozott 1993-ig. Közben a Los Angeles-i Kaliforniai Egyetemen (1987–1989) és az Eötvös Loránd Tudományegyetemen (1990–1993) meghívott oktatóként. 1993-ban a Budapesti Műszaki Egyetem (2000-től Budapesti Műszaki és Gazdaságtudományi Egyetem) Természettudományi Kar fizika tanszékére került egyetemi tanári beosztásban, emellett a tanszék vezetését is átvette. Emellett az egyetem szilárdtestfizikai laboratóriumának vezetője. 2001-ben egyetemi állása mellett a European Graduate College egyik alapítója és vezetőtanára lett. 1979–1980-ban a Centre d’Etudes Nucleaires des Fontenay aux Roses (Párizs), 1986–1987-ben a Centre National de la Reacherche Scientifique, (Grenoble), valamint 1995 és 2003 között több alkalommal az Ecole Polytechnique Federale de Lausanne-ban tett tanulmányutat. 1997 és 2000 között Széchenyi professzori ösztöndíjjal kutatott.
1978-ban védte meg egyetemi doktori disszertációját, 1986-ban akadémiai doktori értekezését. Az MTA Szilárdtestfizikai Bizottságának lett tagja. 1995-ben megválasztották a Magyar Tudományos Akadémia levelező, 2001-ben pedig rendes tagjává. Akadémiai tisztségei mellett tagja az Eötvös Loránd Fizikai Társulatnak és több európai fizikai tudományos társaságnak.

## Munkássága
Fő kutatási területe a kísérleti szilárdtestfizika, ezen belül a különleges elektromos és mágneses tulajdonságú anyagokban megfigyelhető jelenségek.
Több kísérleti alapkutatást végzett egyes szilárdtestfizikai jelenségek körében a delta-elektron rendszerek elektromos vezetése, mágnessége, valamint a töltés- és spin-sűrűséghullámok kollektív gerjesztései területén. Emellett foglalkozik a vezetőképesség mérésével különböző nanoszerkezetekben. Kutatta a Fermi-folyadékoktól eltérő viselkedést és a rétegszerkezetek elektronszállítását. Nevéhez fűződik az alacsony hőmérsékletű fizikai laboratórium létrehozása a Budapesti Műszaki Egyetemen, ahol hélium-izotópos hűtőberendezéseket készített, amelyekkel az abszolút nulla fokot kívánta megközelíteni (0,02 K), a laboratóriumban szupravezető szolenoidok extrém nagy mágneses terek elérését mérte (140 000 Gauss), valamint úgynevezett piezoelektromos mozgatást végzett atomi méretskálán (0,01 angström pontossággal).
Több mint száznegyven nemzetközi folyóiratban megjelent tudományos publikáció szerzője vagy társszerzője. Közleményeit elsősorban angol és magyar nyelven publikálja.

## Díjai, elismerései
- A Magyar Köztársasági Érdemrend középkeresztje (2006)
- Simonyi Károly-díj (2008)
- Széchenyi-díj (2010)

## Főbb publikációi
- High-temperature Resistivity of Qn(tcnq)2 AND Ad(tcnq)2 (társszerző, 1975)
- Dimensionality and Disorder IN Ttt-i1.6 (társszerzőkkel, 1977)
- Electrical Properties of MEM(TCNQ)2 (társszerzőkkel, 1980)
- Memory Effects in Orthorombic (Mihály Lászlóval, 1983)
- Spontaneous Decay of Metastabile States in Orthorombic TaS3 (Mihály Lászlóval, 1984)
- Stretchen-exponential Relaxation in a Charge-density-wave System (Kriza Györggyel, 1986)
- Pinning Energy versus Order Parameter in a Charge-density Wave System (társszerző, 1990)
- Photoinduced Charge-density-wave Conduction (társszerzőkkel, 1992)
- Low Temperature Spin-density-wave Transport (társszerzőkkel, 1993)
- Töltés- és spin-sűrűséghullámok szilárd testekben (1996)
- Energy Gap in Superconducting Fullerides: Optical and Tunneling Studies (társszerzőkkel, 1996)
- Mágneses rendeződés és elektromos tulajdonságok korrelált elektronrendszerekben (2001)
- Fractional Conductance in Hydrogen-embedded Gold Nanowires (társszerzőkkel, 2003)
- Pressure Induced Ferromagnetism in (In,Mn)Sb Dilute Magnetic Semiconductor (társszerzőkkel, 2005)
- Pulling gold nanowires with a hydrogen clamp (társszerzőkkel, 2006)
- Anomalous Hall Effect in (In,Mn)Sb Dilute Magnetic Semiconductor (társszerzőkkel, 2008)